# NGC 5231
NGC 5231 ist eine 13,6 mag helle Balken-Spiralgalaxie vom Hubble-Typ SBa mit aktivem Galaxienkern im Sternbild Jungfrau auf der Ekliptik. Sie ist schätzungsweise 290 Millionen Lichtjahre von der Milchstraße entfernt und hat einen Durchmesser von etwa 95.000 Lichtjahren. Gemeinsam mit LEDA 214122 bildet sie das Galaxienpaar Holm 529.
Im selben Himmelsareal befindet sich u. a. die Galaxie NGC 5245.
Das Objekt wurde am 30. April 1864 von Albert Marth entdeckt.